# Bradbourne
Bradbourne är en ort i Storbritannien och civil parish.  Den ligger i distriktet Derbyshire Dales i grevskapet Derbyshire i England, i den södra delen av landet, 200 km nordväst om huvudstaden London. Bradbourne ligger 208 meter över havet och antalet invånare är 116.
Terrängen runt Bradbourne är platt åt nordost, men åt sydväst är den kuperad. Terrängen runt Bradbourne sluttar söderut. Runt Bradbourne är det ganska tätbefolkat, med 86 invånare per kvadratkilometer. Närmaste större samhälle är Belper, 15,0 km öster om Bradbourne. Trakten runt Bradbourne består i huvudsak av gräsmarker.